# Westhampnett
Westhampnett är en ort och civil parish i Storbritannien.   Den ligger i grevskapet West Sussex och riksdelen England, i den södra delen av landet, 90 km sydväst om huvudstaden London. Westhampnett ligger 22 meter över havet och antalet invånare är 460.
Terrängen runt Westhampnett är lite kuperad, och sluttar söderut.  Närmaste större samhälle är Chichester, 2,4 km sydväst om Westhampnett. Trakten runt Westhampnett består till största delen av jordbruksmark.